# Eutrichota nigrifemur
Eutrichota nigrifemur este o specie de muște din genul Eutrichota, familia Anthomyiidae. A fost descrisă pentru prima dată de Stein în anul 1918. Conform Catalogue of Life specia Eutrichota nigrifemur nu are subspecii cunoscute.